# Mnichovská filharmonie
Mnichovská filharmonie (německy: Münchner Philharmoniker) je německý symfonický orchestr se sídlem v Mnichově. Je jedním z hlavních orchestrů Mnichova, spolu s Bavorským rozhlasovým symfonickým orchestrem, Mnichovským rozhlasovým orchestrem a Bavorským státním orchestrem. Od roku 1985 má orchestr hlavní sídlo v kulturním centru Gasteig.

## Dějiny
Orchestr založil v Mnichově v roce 1893 Franz Kaim, syn výrobce klavírů, s názvem Kaimův orchestr. V roce 1895 se stala sídlem orchestru městská Tonhalle (koncertní síň). Už od počátku přitahovala významné dirigenty: Gustav Mahler poprvé řídil orchestr v roce 1897 a předvedl s ním premiéry své Symfonie č. 4 a Symfonie č. 8, zatímco Bruno Walter vedl orchestr při posmrtné premiéře Mahlerovy skladby Das Lied von der Erde. Felix Weingartner byl hudebním ředitelem od roku 1898 do roku 1905 a mladý Wilhelm Furtwängler zde v roce 1906 úspěšně debutoval jako dirigent. Žák Antona Brucknera Ferdinand Löwe založil stále trvající tradici uvádění Brucknerových skladeb.
Během této doby byl orchestr, který byl do roku 1910 znám jako Munich Konzertverein Orchestra, soukromě financován, ale během první světové války se finančních prostředků nedostávalo, navíc byli hráči povoláni k vojenské službě, a proto musel orchestr skončit. Po válce ho převzalo město Mnichov a znovu se rozvíjel pod vedením skladatele Hanse Pfitznera, kterého brzy nahradil Siegmund von Hausegger. Od roku 1928 nese orchestr své současné jméno.
Po nástupu Adolfa Hitlera
a jeho nacistické strany k moci v roce 1933 razítkoval orchestr své partitury svastikami a nápisem "Orchestr fašistického hnutí". (Svastiky nebyly odstraněny až do počátku 90. let 20. století.) V roce 1938 se hlavním dirigentem stal pronacistický kapelník Oswald Kabasta; přitom se hudební kvalita orchestru zvýšila dokonce i po začátku druhé světové války.
Během války byla Tonhalle zničena a orchestr, který přišel o sídlo, po určitou dobu opět nefungoval. Po skončení války se pod záštitou hudebních režisérů Hansa Rosbauda a Rudolfa Kempe obnovilo jeho bohatství a v roce 1979 orchestr převzal slavný rumunský dirigent Sergiu Celibidache, který ho pozvedl na nejvyšší světový standard. Celibidache, trvale náročný na hráče, vytvořil s orchestrem jedinečný zvuk. V dobře známém případě se však pokusil odstranit hlavní trombonistku Abbie Conantovou z její pozice kvůli jejímu pohlaví. Conantová žalovala město Mnichov a po dlouhém právním sporu získala v roce 1993 plat rovnající se jejímu mužskému kolegovi spolu s tím, že byla znovu zařazena jako první sólistka, neboť soud zjistil, že orchestr a město Mnichov porušily zákon týkající se rovného zacházení s muži a ženami. Conantové konkurz byl údajně poslední, který se konal jako tzv. slepý konkurz.

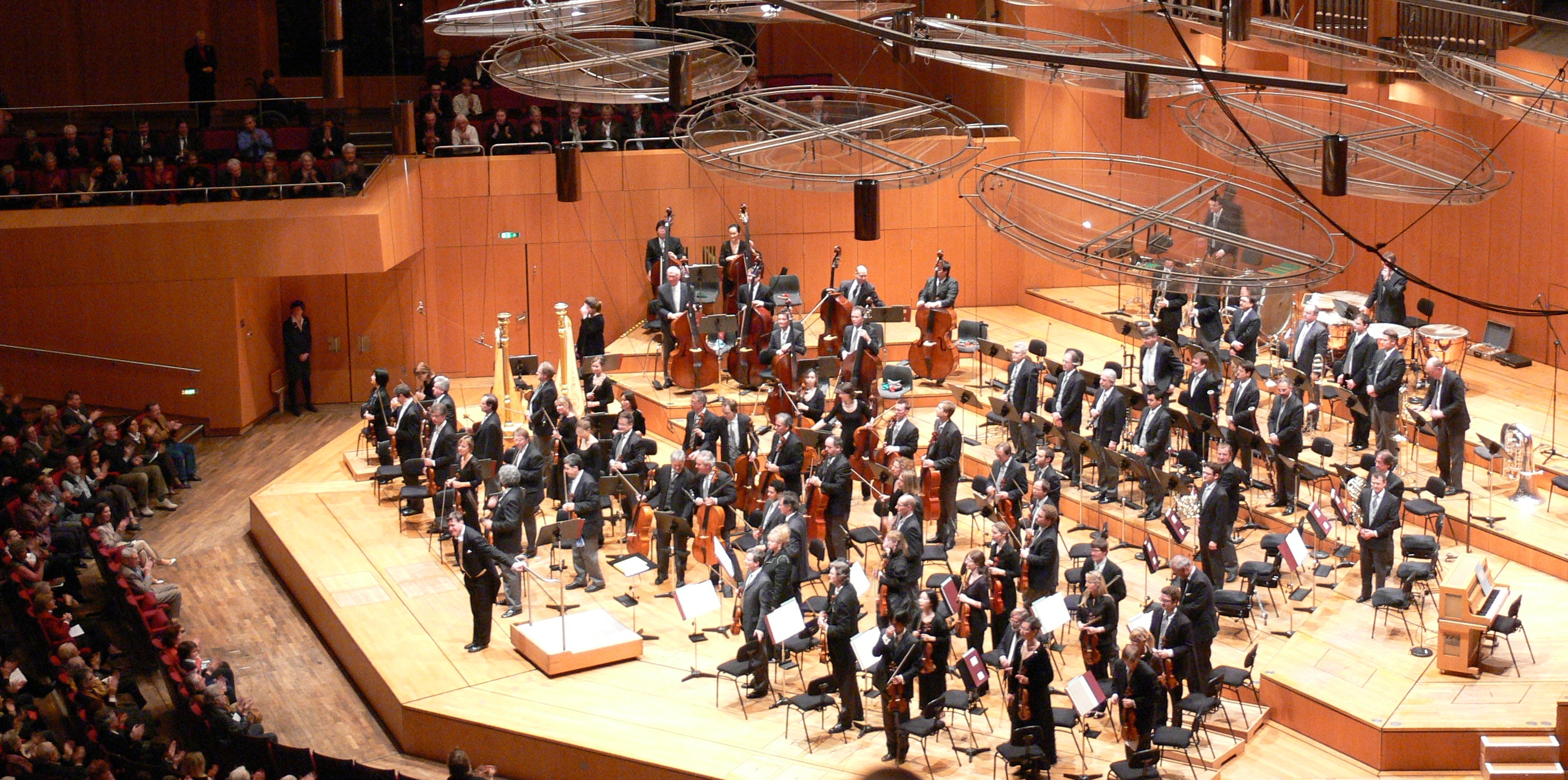
Mnichovská filharmonie a dirigent Christian Thielemann po koncertu v koncertním centru Gasteig v Mnichově

Po Celibidachově náhlém úmrtí v roce 1996 převzal orchestr jako hlavní dirigent Američan James Levine a setrval u něj až do roku 2004. Christian Thielemann se stal hudebním ředitelem orchestru v září 2004 a připojil se k němu Wouter Hoekstra jako intendant. Nicméně v roce 2007 byl Hoekstra propuštěn z funkce poté, co oznámil své spory s Thielemannem. V roce 2009 orchestr oznámil plánované ukončení funkce Thielemanna v roce 2011. Thielemannův požadavek, aby měl slovo při volbě hostujících dirigentů, nebyl schválen. V březnu 2010 byl Lorin Maazel jmenován dalším hlavním dirigentem orchestru, a to od sezóny 2012–2013. Počátkem roku 2014 zrušil Maazel své koncertní zakázky v důsledku špatného zdraví a následně v červnu 2014 oznámil s okamžitou platností odstoupení z funkce hudebního ředitele Mnichovské filharmonie. V lednu 2013 orchestr oznámil jmenování ruského maestra Valerije Gergijeva šéfdirigentem od září 2015 se smlouvou minimálně do roku 2020. Ta byla prodloužena až do roku 2025, avšak díky sympatizaci s Vladimírem Putinem během Ruské invaze na Ukrajinu byl v roce 2022 ze strany orchestru kontrakt ukončen.
Během své historie představila Mnichovská filharmonie premiéry děl Antona Brucknera, Gustava Mahlera, Haralda Genzmera, Luigiho Nona,
Güntera Bialase a dalších.

## Hudební ředitelé
| - 1893–1895 Hans Winderstein - 1895–1897 Hermann Zumpe - 1897–1898 Ferdinand Löwe - 1898–1905 Felix Weingartner - 1905–1908 Georg Schnéevoigt - 1908–1914 Ferdinand Löwe - 1919–1920 Hans Pfitzner - 1920–1938 Siegmund von Hausegger - 1938–1944 Oswald Kabasta | - 1945–1948 Hans Rosbaud - 1949–1966 Fritz Rieger - 1967–1976 Rudolf Kempe - 1979–1996 Sergiu Celibidache - 1999–2004 James Levine - 2004–2011 Christian Thielemann - 2012–2014 Lorin Maazel - od 2015 – 2022 Valery Gergiev |